# Felice Scermino
Felice Giulio Scermino (Cava de' Tirreni, 12 luglio 1939) è un magistrato e politico italiano.
In occasione delle politiche del 1994 fu eletto alla Camera con i Progressisti, nel collegio di Cava de' Tirreni. Membro di Alleanza Democratica, ad inizio legislatura aderisce al gruppo dei Progressisti. Ricandidato dall'Ulivo alle successive politiche del 1996, venne sconfitto dal candidato del Polo per le Libertà Marco Taradash.